# Пескерешть
Пескерешть, Пескерешті (рум. Pescărești) — село у повіті Олт в Румунії. Входить до складу комуни Вулпень.
Село розташоване на відстані 171 км на захід від Бухареста, 33 км на захід від Слатіни, 16 км на північний схід від Крайови.

## Населення
За даними перепису населення 2002 року у селі проживали 459 осіб, усі — румуни. Усі жителі села рідною мовою назвали румунську.